# Abbey Road
Abbey Road je jedenácté studiové album, které nahrála skupina The Beatles. Poslední album skupiny The Beatles, Let It Be, které vyšlo po Abbey Road, bylo nahráno už před ním. Abbey Road je tedy zároveň i poslední společnou studiovou nahrávkou skupiny.
V Británii album vyšlo 26. září 1969 a v USA 1. října téhož roku. Producentem nahrávání byl George Martin, který měl na starosti i orchestrální aranžmá. Zvukovým technikem byl Geoff Emerick.
V USA se tohoto alba prodalo asi 12 milionů nosičů.

## Nahrávání
Po nepříliš vydařeném nahrávání projektu Get Back (později vyšel pod titulem Let It Be) navrhl Paul McCartney producentovi Georgi Martinovi, aby spolu skupina nahrála album, které by bylo podobné těm za „starých časů“, bez nějakých zbytečných sporů, něco podobného jako během nahrávání před albem The White Album. Martin souhlasil. V interview pro projekt The Beatles Anthology se vyjádřil, že už tehdy měl pocit, že toto album bude jejich posledním společným projektem.
Dvě strany alba jsou odlišné. První strana je sbírkou singlů, na druhé straně můžeme najít sekvenci ve stylu prog rocku, rozdělenou na několik navazujících písní. Z celkových 17 skladeb jsou dvě z pera George Harrisona a jedna od Ringa Starra (jako autor byl uveden pod svým skutečným jménem Richard Starkey).

## Obal

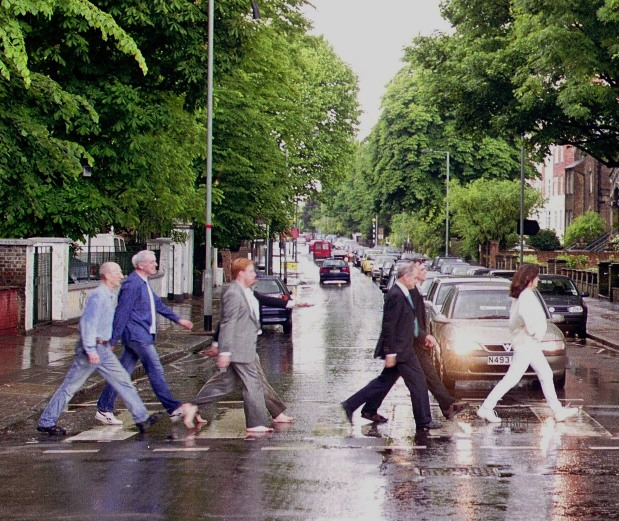
Jedna z parodií na slavný snímek, vpředu astronomka a fotografka Carolyn Porco

Na začátku nahrávání mělo album pracovní název Everest podle tehdy populární značky cigaret (kouřil je i technik Geoff Emerick). Na obalu alba měl být snímek z Himálaje. Členové skupiny se však rozhodli, že název bude Abbey Road. Ráno 8. srpna 1969 vyšli ven ze studia. Fotograf Iain Macmillan měl jen asi 10 minut na to, aby pořídil fotografii, která byla později použita na design obalu. Tato fotka se stala jednou z nejslavnějších a nejvíce parodovaných fotografií na obalu alb v historii populární hudby.

### „Paul je mrtvý“
Jednou z konstrukcí, která vznikla při dedukování významů této fotografie, byla i fáma, že dokazuje, že Paul McCartney je mrtvý. Fandům připadalo záhadné, že bosý levák v obleku se zavřenýma očima (připomíná tělo v rakvi) drží v pravé ruce cigaretu a jeho kroky směřují vzhledem k ostatním jaksi mimo.
Legenda o Paulově smrti vznikla 12. října 1969, kdy neznámý hlas oznámil tuto zprávu do vysílání v jednom rádiu v Michiganu. Upozornil na určité indicie v dialozích na pozadí skladby Revolution 9 (The White Album)), které tuto skutečnost naznačují. Podle zaručených zpráv je na obalu desky vyfocen Paulův dvojník, který se mu podobá vzhledem i hlasem. Oblečení Johna (bílé jako farář) a Ringa (představitel pohřebního ústavu) se zdálo příliš oficiálním, slavnostním, pohřebním a George se svými riflemi a tričkem vzadu byl označován za hrobníka.
Indicie k této skutečnosti se „našla“ i na SPZ Volkswagenu Beetle v pozadí, kde bylo napsáno „LMW 281F“. Značka "znamenala", že číslo naznačuje Paulův věk (prý mu mělo být právě 28 let, ve skutečnosti mu však při focení bylo 27) a písmena oznamovala text „Linda My Wife“ (moje manželka Linda), nebo dokonce i „Linda McCartney Weeps“ (Linda McCartney prolévá slzy).
Beatles tuto fámu statečně živili minimálně tím, že se k ní oficiálně nevyjadřovali.

### Turista
Muž stojící napravo v pozadí je americký turista Paul Cole, který ani netušil, že je fotografován. Zjistil to, až když uviděl obal alba.

### Volkswagen Beetle
Bílý „Brouk“ parkující vlevo hned za přechodem patřil člověku, který bydlel v bytě naproti studiu.
Zpočátku se Beatles pokoušeli sehnat majitele, aby auto přeparkoval, ale nepodařilo se jim ho zastihnout. Tak se stalo, že osud chtěl, aby se na obalu alba nacházelo pět „brouků“.
Po vydání alba majiteli auta opakovaně ukradli registrační značku. Roku 1986 bylo toto auto prodáno na aukci za 23 000 USD. V současnosti je umístěno v muzeu firmy Volkswagen ve Wolfsburgu.

### Imitace a parodie
Imitace a parodie obalu můžeme najít na albech více skupin: od méně známých muzikantů po Red Hot Chili Peppers, The Shadows či album ze živého vystoupení Paula McCartneyho Paul is Live. Téma této fotografie se objevuje dodnes ve filmech, videoklipech atd.

## Skladby alba
Autory všech skladeb jsou John Lennon a Paul McCartney, kromě uvedených výjimek.
Poslední písní na první straně desky byl Lennonův hardrockový opus „I Want You“, jedna z nejdelších skladeb v historii Beatles, ukončený náhlým useknutím, jako by „došla páska“. Tento efekt se ztrácí (resp. zcela proměňuje) při poslechu alba na CD nebo v playlistu, kde hned za tímto utnutím začíná Harrisonova „Here Comes The Sun“, žánrově naprosto kontrastující.
Většinu druhé strany tvoří dlouhá sekvence přímo navazujících krátkých písní, místy s opakujícími se motivy („Golden Slumbers“ je melodická variace na „You Never Give Me Your Money“), ukončená symbolicky skladbou „The End“ („Konec“). Po cca 15 sekundách ticha ještě následuje McCartneyho humorný fragment „Her Majesty“, který byl pro posluchače překvapením na závěr (skladba nebyla na původním obalu uvedena – šlo o tzv. „hidden track“).

### První strana
1. "Come Together" – 4:20
  - zpěv: Lennon
2. "Something" (George Harrison) – 3:03
  - zpěv: Harrison
3. "Maxwell's Silver Hammer" – 3:27
  - zpěv: McCartney
4. "Oh! Darling" – 3:26
  - zpěv: McCartney
5. "Octopus's Garden" (Ringo Starr) – 2:51 
  - zpěv: Starr
6. "I Want You (She's So Heavy)" – 7:47
  - zpěv: Lennon

### Druhá strana
1. "Here Comes the Sun" (Harrison) – 3:05
  - zpěv: Harrison
2. "Because" – 2:45
  - zpěv: Lennon, McCartney, Harrison
3. "You Never Give Me Your Money" – 4:02
  - zpěv: McCartney, Lennon, Harrison
4. "Sun King" – 2:26
  - zpěv: Lennon, McCartney, Harrison
5. "Mean Mr Mustard" – 1:06
  - zpěv: Lennon
6. "Polythene Pam" – 1:12
  - zpěv: Lennon
7. "She Came in Through the Bathroom Window" – 1:57
  - zpěv: McCartney
8. "Golden Slumbers" – 1:31
  - zpěv: McCartney
9. "Carry That Weight" – 1:36
  - zpěv: Lennon, McCartney, Harrison, Starr
10. "The End" – 2:19
  - zpěv: McCartney
11. "Her Majesty" – 0:23 (na obalu alba neuvedená)
  - zpěv: McCartney

## Výroba alba
- John Lennon – sólová a doprovodná kytara, 6 a 12strunná akustická kytara, zpěv, vokály, elektrický a akustický klavír, Hammondovy varhany, syntezátor Moog, tleskání, perkuse a zvukové efekty
- Paul McCartney – sólová, doprovodná a basová kytara, zpěv, vokály, elektrický a akustický klavír, Hammondovy varhany, syntezátor Moog, tleskání, perkuse a zvukové efekty
- George Harrison – sólová, doprovodná a basová kytara, klasické akustické kytary, zpěv, vokály, Hammondovy varhany, syntezátor Moog, tleskání, perkuse a zvukové efekty
- Ringo Starr – bicí, perkuse, tympány, kovadlina, Hammondovy varhany, syntezátor Moog, tleskání, perkuse a zvukové efekty
- George Martin – klavír, harmonium a perkuse
- George Martin – producent
- Geoff Emerick a Phil McDonald – zvukoví inženýři
- Geoff Emerick, Phil McDonald, George Martin – mixáž